# Yorkboot

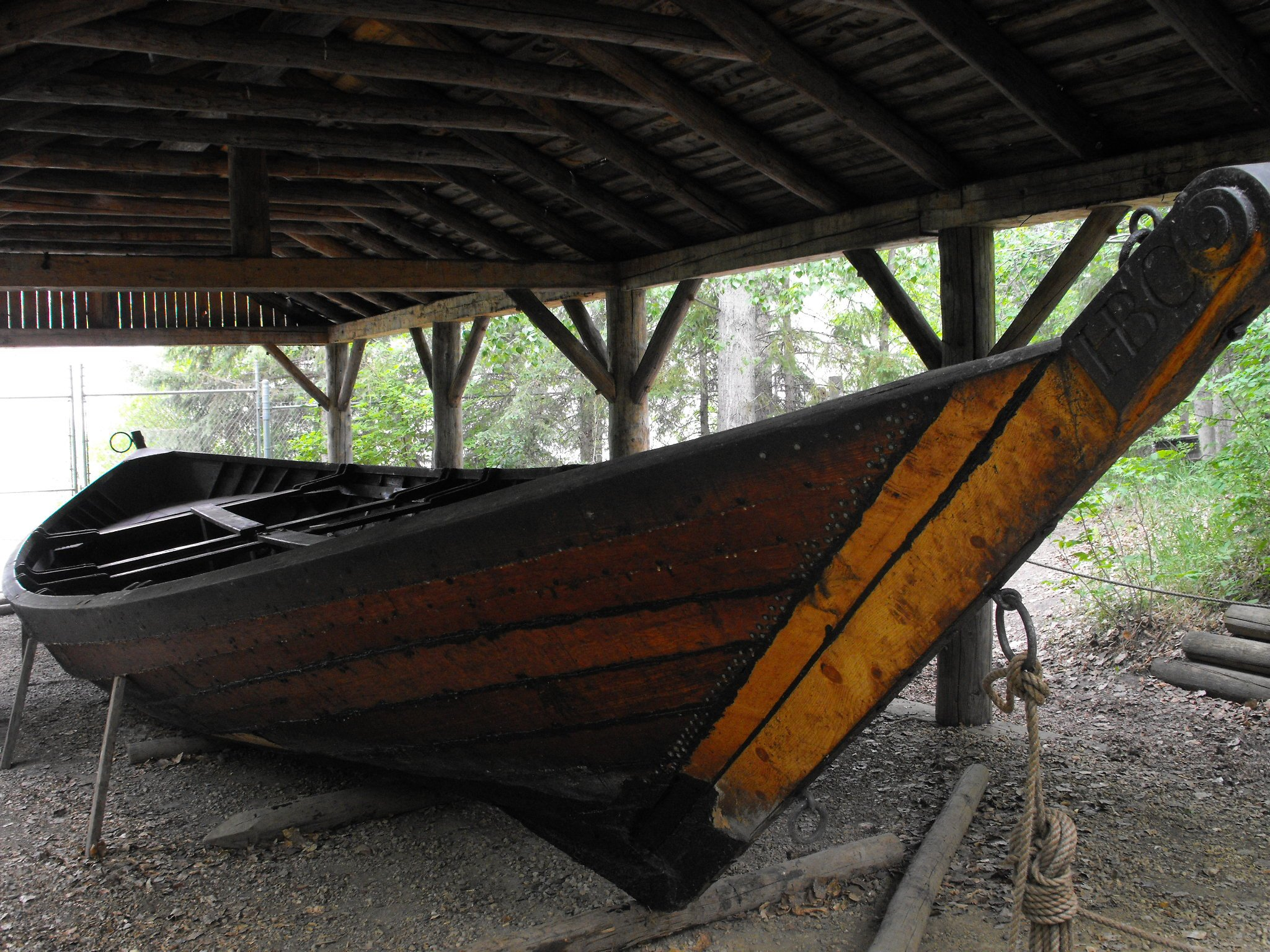
Yorkboot

Das Yorkboot war ein von der Hudson’s Bay Company verwendeter Binnenschiffstyp, um Pelze oder Handelsware auf den Binnengewässern Kanadas zu transportieren. Es wurde nach dem Hauptsitz der HBC, York Factory, benannt und nach den Fischerbooten der Orkneyinseln gestaltet (diese wiederum waren Nachfolger der Wikinger-Langboote).

## Verwendung

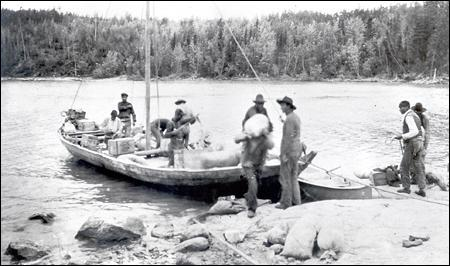
Yorkboot im Einsatz, ca. 1910

Es wurde gegenüber dem Pelzhandelskanu als Frachttransporter wegen seiner größeren Ausmaße, höherer Ladekapazität und besseren Stabilität in rauem Wasser bevorzugt. Die schwere Holzkonstruktion des Bootes brachte auch Vorteile bei der Fahrt durch felsige Passagen oder Eis; es war wesentlich unempfindlicher gegen Risse und Löcher. Dieser Vorteil wurde zum Nachteil, wenn eine Portage notwendig war. Das Boot war viel zu schwer zum Tragen und statt lediglich einen Pfad durch das Buschwerk zu klären, war es notwendig, Pappeln als Gleitrollen auszulegen und das Boot mühselig über Land zu ziehen. Unabhängig von den Umständen war es eine anstrengende Aufgabe, ein Yorkboot zu bedienen, und die, die dieses Leben wählten, sahen sich gemäß dem Forscher Sir John Franklin „einer nicht endenden Plackerei gegenüber, nur unterbrochen vom Schrecken der Stürme.“

## Beschreibung
Die Yorkboote hatten eine Länge von etwa 14 Meter (46 ft) und das größte bekannte Boot konnte über sechs Tonnen  (13.000 lb) Fracht transportieren. Es hatte einen spitzen Bug, einen flachen Boden und ein Heck im Winkel von 45 Grad, was das Anlanden und Zuwasserlassen einfacher machte. Das Boot wurde sowohl durch Ruder als auch durch ein Leinensegel angetrieben und mittels einer Steuerstange gesteuert, oder einem Ruder, wenn gesegelt wurde. Die Mannschaft betrug sechs und acht Mann. Das erste Boot wurde 1749 gebaut und gegen Ende des 18. Jahrhunderts existierten Bootsbaustationen von James Bay bis Fort Chipewyan. Das Auftauchen der Dampfschiffe zu Beginn des 19. Jahrhunderts bedeutete das allmähliche Ende für die Yorkboote als Frachtschiff.

## Dies und das
Die Reise von Lake Winnipeg nach der Hudson Bay mit einem Yorkboot war das Thema der kanadischen Fernsehdokumentation „Quest for the Bay“ im Jahre 2002.
Yorkbootrennen können noch in Norway House (Manitoba) gesehen werden. Rennteilnehmer wetteifern um einen Hauptpreis von 25.000 Dollar  bei einer Veranstaltung, die Treaty & York Boat Days genannt wird.